# Rhapydioninidae
Rhapydioninidae es una familia de foraminíferos bentónicos de la superfamilia Alveolinoidea, del suborden Miliolina y del orden Miliolida. Su rango cronoestratigráfico abarca desde el Santoniense (Cretácico superior) hasta la Actualidad.

## Clasificación
Rhapydioninidae incluye a las siguientes subfamilias y géneros:
- Subfamilia Rhapydionininae
  - Chubbina †
  - Cyclopseudedomia †
  - Murciella †
  - Pseudedomia †
  - Raadshoovenia †
  - Rhapydionina †
  - Ripacubana †
- Subfamilia Crateritinae
  - Craterites

Otros géneros considerados en Rhapydioninidae son:
- Chubbinella † de la subfamilia Rhapydionininae
- Conulina † de la subfamilia Rhapydionininae, aceptado como Ripacubana
- Cosinella † de la subfamilia Rhapydionininae, aceptado como Murciella
- Cuvillierinella † de la subfamilia Rhapydionininae, aceptado como Raadshoovenia
- Neomurciella † de la subfamilia Rhapydionininae
- Praechubbina † de la subfamilia Rhapydionininae
- Praecosinella † de la subfamilia Rhapydionininae, aceptado como Pseudedomia
- Rhipidionina † de la subfamilia Rhapydionininae, aceptado como Rhapydionina
- Sellialveolina † de la subfamilia Rhapydionininae, aceptado como Pseudedomia
- Sutivania † de la subfamilia Rhapydionininae, aceptado como Rhapydionina